# Беджа (народ)

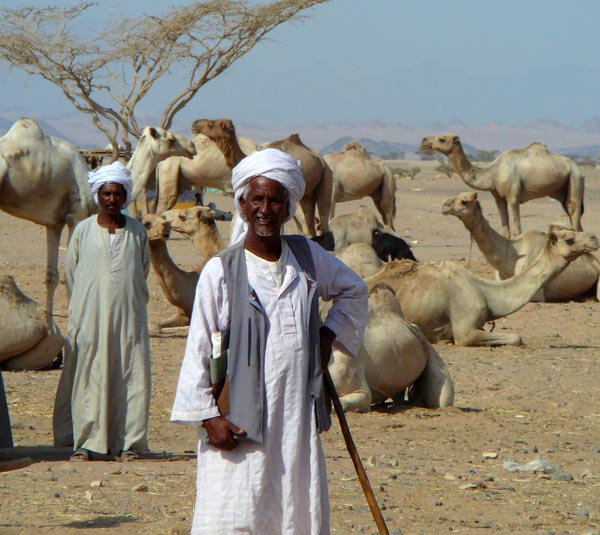
Кочевники народа беджа

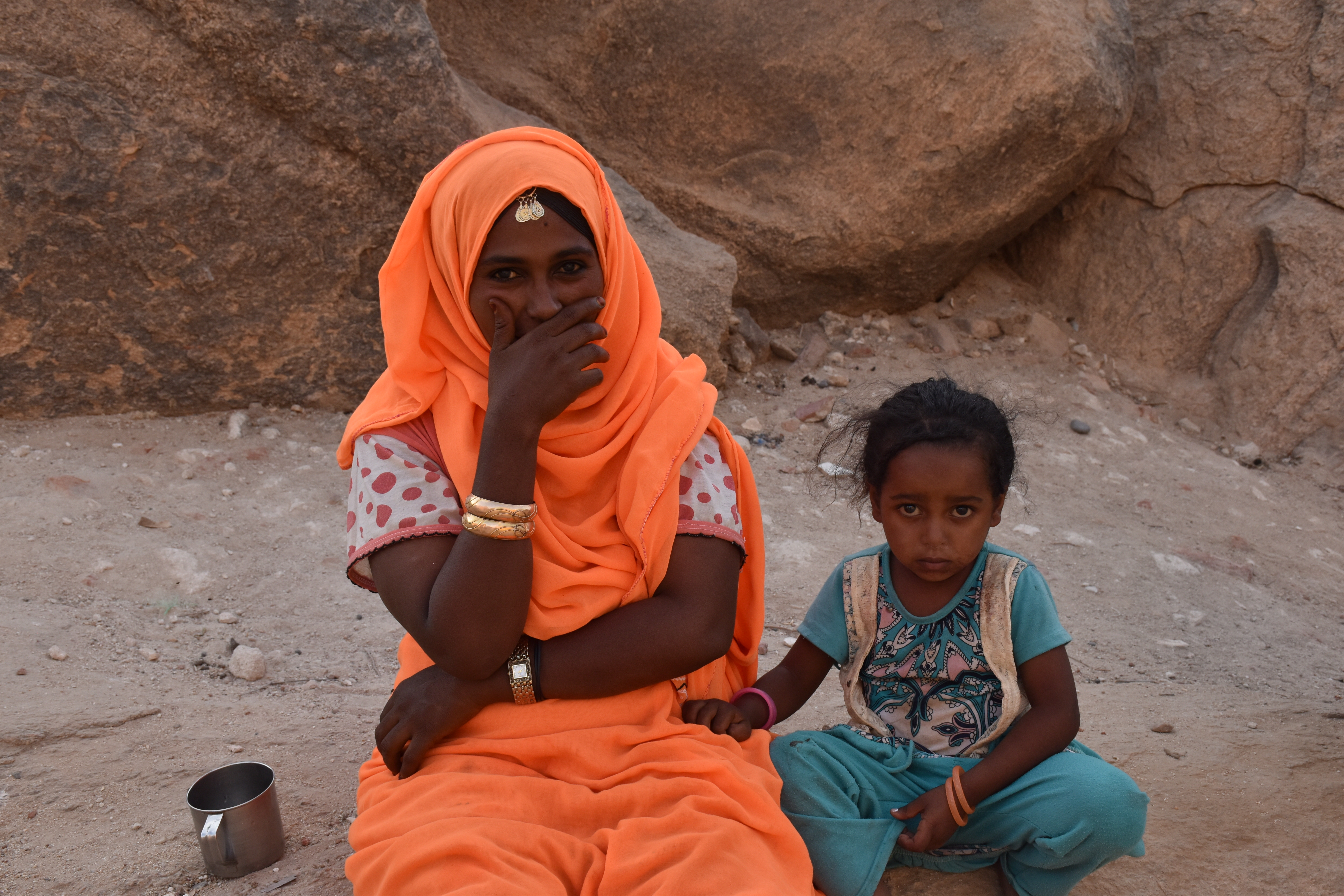
Женщина из племени бени амер с дочерью

Беджа (будша, бедауйе, бедавир) — народ, населяющий северо-восточные районы Судана и западные районы Эритреи.

Представитель племени Бишарин народ) как человек с «классическими хамитскими чертами», иллюстрация из книги Августуса Генри Кина Man, Past and Present (1899).

## Язык и религия
Подразделяются на племена: бишарин, хадендоуа (говорят на языке беджа кушитской семьи афроазиатских языков) и бени-амер (говорят на языке тигре семитской семьи).
Язык этого народа также является основным для некоторых других племён, например абабде.
Значительная часть беджа знает также арабский язык.
Религия — ислам суннитского толка.

## Образ жизни
Беджа — кочевники-скотоводы (разводят верблюдов, коз, овец), но в местностях, удобных для земледелия, они перешли к земледелию. Часть (преимущественно хадендоуа) — работает на хлопковых плантациях. Развиты ремёсла. Основная традиционная пища — молочная и растительная.
С целью системного изучения этнокультуры беджа с 1994 года в Порт-Судане работает Центр изучения культуры народа беджа в составе Университета вилайи Красное Море.
Жилище — шатёр.
Традиционная мужская одежда —— галабея, шаровары, накидка и тюрбан в качестве головного убора; женская — тёмное платье, шаровары и плат. Традиционная мужская причёска хадендоуа — тиффа, пучок волос на макушке. За это они получили у подавлявших восстание махдистов англичан (беджа принимали участие в этом восстании на стороне повстанцев) прозвище «пушистики» или «фуззи-вуззи» (англ. fuzzy-wuzzy), отражённое в одноимённом стихотворении Редьярда Киплинга.